# Medabots
Medabots (メダロット Medarotto, også kendt som Medarot) er et Imagineer-computerspil fra 1997, senere blev der dog lavet både en manga og en anime-tv-serie over spillet.
| Anime eller manga | Spire Denne artikel om en anime og/eller manga er en spire som bør udbygges. Du er velkommen til at hjælpe Wikipedia ved at udvide den. |